# セゲド＝グロシチ・アカデーミア
セゲド＝チャナード・グロシチ・アカデーミア（Szeged-Csanád Grosics Akadémia）は、ハンガリーのチョングラード県セゲドをホームタウンとするサッカークラブである。

## 歴史
2011年にキシュクンドロジュマイESKとマコーFCが合併してセゲド2011 (Szeged 2011) が創設され、ネムゼティ・バイノクシャーグIIに所属していたマコーの代わりにNB IIに参加した。
2013年にNB IIが再編成されてそれまでの2リーグ制から1リーグ制に変更されるため、2012-13シーズンは各グループの優勝チームがネムゼティ・バイノクシャーグIに昇格、同2位から5位チームはNB IIに残留、同6位から8位チームはネムゼティ・バイノクシャーグIIIの各グループの優勝チームとの入れ替え戦に出場（NB II・東グループ7位チームはNB III・ティサグループ優勝チームと対戦）、同9位から16位チームはNB IIIに降格するレギュレーションで行われた。東グループで7位になったセゲドは入れ替え戦でヴァールダSEに敗れてNB IIIに降格した。
2013-14シーズンはセゲド2011＝グロシチ・アカデーミア (Szeged 2011-Grosics Akadémia) の名前で活動し、NB III・中央グループで2位になった。東グループでレータヴェールテシュ、中央グループでショロクシャール、西グループでチャークヴァールが優勝したが、レータヴェールテシュは期限までにライセンスを申請していなかったため、NB IIに昇格できず、代わりに各グループ2位の中で最も勝ち点を獲得したセゲドがNB IIに昇格した。
2018年にNB IIIに降格した。同年、セゲド2011＝グロシチ・アカデーミアからセゲド＝グロシチ・アカデーミア (Szeged-Grosics Akadémia) に改称された。

## 現所属メンバー
2024年8月3日現在
注：選手の国籍表記はFIFAの定めた代表資格ルールに基づく。
| No. | Pos. |            | 選手名                                  |
| --- | ---- | ---------- | --------------------------------------- |
| 1   | GK   | ハンガリー | タカーチ・ヤーノシュ                    |
| 2   | DF   | ハンガリー | ゲラ・ノルベルト                        |
| 4   | DF   | ハンガリー | シラージ・ゾルターン                    |
| 6   | DF   | セルビア   | ダニロ・ペヨヴィッチ                    |
| 7   | MF   | ハンガリー | パリンチャール・マルティン              |
| 8   | MF   | ハンガリー | ハリシュ・アティッラ                    |
| 9   | FW   | ハンガリー | プルシュカ・ダーニエル                  |
| 10  | MF   | ハンガリー | マジャル・ジョルト                      |
| 11  | FW   | ハンガリー | ガイドシュ・ジョルト                    |
| 12  | GK   | ハンガリー | モルナール＝ファルカシュ・タマーシュ () |
| 14  | FW   | ハンガリー | オーヴァーリ・ジョルト                  |
| 17  | MF   | ハンガリー | モホシュ・バルナバーシュ                |

| No. | Pos. |            | 選手名                         |
| --- | ---- | ---------- | ------------------------------ |
| 18  | DF   | ハンガリー | ケンツェイ・マールク           |
| 19  | FW   | ハンガリー | ノヴァーク・チャナード         |
| 20  | DF   | ハンガリー | ホルヴァート・ミラーン         |
| 21  | FW   | ハンガリー | ヴァルガ・バラージュ           |
| 22  | FW   | ハンガリー | パップ・アーロン               |
| 23  | FW   | ハンガリー | ボルヴェテー・アーロン         |
| 39  | FW   | ガンビア   | ラミン・サール                 |
| 51  | GK   | ハンガリー | オノーディ・アーコシュ         |
| 55  | DF   | ハンガリー | トート・ベンツェ               |
| 70  | FW   | ハンガリー | クルディチ・レヴェンテ         |
| 88  | MF   | ハンガリー | マールクヴァールト・ダーヴィド |
| 99  | FW   | ハンガリー | パタキ・ゾルターン             |